# ヴィエンナ (小惑星)
ヴィエンナ (397 Vienna) は、小惑星帯に位置する典型的な小惑星である。
オーギュスト・シャルロワがニースで発見し、ウィーンにちなんで命名された。